# Alemanha nos Jogos Olímpicos de Verão da Juventude de 2010
A Alemanha participou dos Jogos Olímpicos de Verão da Juventude de 2010 em Singapura. Sua delegação composta por 70 atletas que competiram em 20 esportes. Os alemães conquistaram quatro medalhas de ouro, nove de prata e nove de bronze.

## Medalhistas
| Medalha | Nome                                                               | Esporte           | Evento                      | Data         |
| ------- | ------------------------------------------------------------------ | ----------------- | --------------------------- | ------------ |
| Ouro    | Judith Sievers                                                     | Remo              | Skiff simples feminino      | 18 de agosto |
| Ouro    | Shanice Craft                                                      | Atletismo         | Arremesso de disco feminino | 21 de agosto |
| Ouro    | Lena Malkus                                                        | Atletismo         | Salto em distância feminino | 21 de agosto |
| Ouro    | Artur Bril                                                         | Boxe              | Peso pena (até 57 kg)       | 25 de agosto |
| Prata   | Nikolaus Bodoczi                                                   | Esgrima           | Espada individual masculino | 16 de agosto |
| Prata   | Felix Bach                                                         | Remo              | Skiff simples masculino     | 18 de agosto |
| Prata   | Antonia Katheder                                                   | Taekwondo         | Até 63 kg feminino          | 18 de agosto |
| Prata   | Ibrahim Ahmadsei                                                   | Taekwondo         | Mais de 73 kg masculino     | 19 de agosto |
| Prata   | Juliane Reinhold Lena Kalla Dörte Baumert Lina Rathsack            | Natação           | 4x100 m livre feminino      | 19 de agosto |
| Prata   | Tom Liebscher                                                      | Canoaegm          | Velocidade K1 masculino     | 22 de agosto |
| Prata   | Natalia Kubin                                                      | Judô              | Até 78 kg feminino          | 23 de agosto |
| Prata   | Dennis Söter                                                       | Canoagem          | Slalom C1 masculino         | 25 de agosto |
| Prata   | Florian Haufe                                                      | Vela              | Byte CII masculino          | 25 de agosto |
| Bronze  | Richard Hübers                                                     | Esgrima           | Sabre individual masculino  | 15 de agosto |
| Bronze  | Anja Musch                                                         | Esgrima           | Sabre individual feminino   | 16 de agosto |
| Bronze  | Dörte Baumert Lina Rathsack Lena Kalla Juliane Reinhold            | Natação           | 4x100 m medley feminino     | 16 de agosto |
| Bronze  | Christian Diener Christian vom Lehn Melvin Herrmann Kevin Leithold | Natação           | 4x100 m medley masculino    | 18 de agosto |
| Bronze  | Dennis Lewke                                                       | Atletismo         | Arremesso de peso masculino | 22 de agosto |
| Bronze  | Patrick Domogala                                                   | Atletismo         | 200 m masculino             | 22 de agosto |
| Bronze  | Marius Piepke                                                      | Judô              | Até 100 kg masculino        | 23 de agosto |
| Bronze  | Jana Berezko-Marggrander                                           | Ginástica rítmica | Individual geral            | 25 de agosto |
| Bronze  | Constanze Stolz                                                    | Vela              | Byte CII feminino           | 25 de agosto |

## Atletismo

### Feminino
| Evento                       | Atleta                                          | Qualificação | Qualificação | Final     | Final        |
| Evento                       | Atleta                                          | Resultado    | Posição      | Resultado | Posição      |
| ---------------------------- | ----------------------------------------------- | ------------ | ------------ | --------- | ------------ |
| Lançamento de dardo feminino | Christin Hussong                                | 49,96        | 2º           | 49,89     | 4º (Final A) |
| 100 m com barreiras feminino | Franziska Hofmann                               | 13.97        | 7º (3º q3)   | 13.77     | 7º (Final A) |
| 1000 m feminino              | Hanna Klein                                     | 2:46.93      | 6º (2º q2)   | 2:51.40   | 7º (Final A) |
| Arremesso de peso feminino   | Katinka Urbaniak                                | 13,44        | 11º          | 14,15     | 1º (Final B) |
| Salto em distância feminino  | Lena Malkus                                     | 6,00         | 4º           | 6,40      | [ 12 ]       |
| Salto triplo feminino        | Julia Dieckmann                                 | 11,89        | 11º          | 11,62     | 5º (Final B) |
| Salto em altura feminino     | Melina Brenner                                  | 1,73         | 9º           | 1,75      | 2º (Final B) |
| Salto com vara feminino      | Michaela Donie                                  | 3,80         | 7º           | Sem marca | -- (Final A) |
| 100 m feminino               | Rebekka Haase                                   | 11.90        | 6º (2º q1)   | 12.08     | 8º (Final A) |
| Arremesso de disco feminino  | Shanice Craft                                   | 54,10        | 1º           | 55,49     | [ 22 ]       |
| 400 m feminino               | Sonja Mosler                                    | 54.86        | 6º (2º q2)   | 55.20     | 7º (Final A) |
| Revezamento feminino         | Sonja Mosler (como integrante da equipe Europa) |              |              | 2:07.59   | [ 25 ]       |

### Masculino
| Evento                        | Atleta           | Qualificação | Qualificação | Final     | Final        |
| Evento                        | Atleta           | Resultado    | Posição      | Resultado | Posição      |
| ----------------------------- | ---------------- | ------------ | ------------ | --------- | ------------ |
| Arremesso de peso masculino   | Dennis Lewke     | 20,23        | 5º           | 21,22     | [ 27 ]       |
| 400 m com barreiras masculino | Felix Franz      | 52.95        | 5º (2º q2)   | 51.60     | 4º (Final A) |
| Salto com vara masculino      | Jonas Efferoth   | 4,70         | 7º           | 4,85      | 4º (Final A) |
| 400 m masculino               | Lukas Schmitz    | 47.27        | 2º (1º q2)   | 48.70     | 8º (Final A) |
| 200 m masculino               | Patrick Domogala | 21.49        | 2º (1º q4)   | 21.36     | [ 35 ]       |

## Badminton
| Evento           | Atleta          | Fase de grupos | Fase de grupos                                | Fase de grupos                                | Fase de grupos                              | Fase de grupos | Quartas-de-final | Semifinais  | Final       | Pos. final |
| Evento           | Atleta          | Grupo          | 1ª rodada                                     | 2ª rodada                                     | 3ª rodada                                   | Pos.           | Quartas-de-final | Semifinais  | Final       | Pos. final |
| ---------------- | --------------- | -------------- | --------------------------------------------- | --------------------------------------------- | ------------------------------------------- | -------------- | ---------------- | ----------- | ----------- | ---------- |
| Simples feminino | Fabienne Deprez | G              | UGA Bridget Shamim Bangi V 2-0 (21-10, 21-16) | MDV Aishath Afnaan Rasheed V 2-0 (21-5, 21-7) | DEN Lene Clausen D 1-2 (22-20, 18-21, 9-21) | 2º             | Não avançou      | Não avançou | Não avançou | --         |

## Basquetebol
| Evento                          | Elenco                                                              | Preliminares | Preliminares                                                                                  | Preliminares | Quartas-de-final   | Classificação 5-8 | Disputa pelo 7º lugar     | Pos. final |
| Evento                          | Elenco                                                              | Grupo        | Resultados                                                                                    | Pos.         | Quartas-de-final   | Classificação 5-8 | Disputa pelo 7º lugar     | Pos. final |
| ------------------------------- | ------------------------------------------------------------------- | ------------ | --------------------------------------------------------------------------------------------- | ------------ | ------------------ | ----------------- | ------------------------- | ---------- |
| Torneio Feminino de Basquetebol | Alexandra Höffgen Carolin Christen Felicitas Graßhoff Lena Gohlisch | B            | Singapura V 33-22 Folga USA Estados Unidos D 6-33 BLR Bielorrússia V 15-13 ANG Angola V 26-17 | 2º           | CAN Canadá D 15-33 | JPN Japão D 18-28 | KOR Coreia do Sul D 17-18 | 8º         |

## Boxe
| Evento                | Atleta     | Preliminares | Semifinais                   | Final                   | Pos. final      |
| --------------------- | ---------- | ------------ | ---------------------------- | ----------------------- | --------------- |
| Peso pena (até 57 kg) | Artur Bril | Sem oponente | BUL Denislav Suslekov V 2+-2 | AZE Elvin Isayev V 11-4 | Medalha de ouro |

| Evento                      | Atleta            | Preliminares                 | Disputa pelo 5º lugar     | Pos. final |
| --------------------------- | ----------------- | ---------------------------- | ------------------------- | ---------- |
| Peso meio-médio (até 69 kg) | Denis Radovan     | KGZ Islomzhon Dalibaev D 1-4 | ZAM Ben Muziyo V 13-6     | 5º         |
| Peso leve (até 60 kg)       | Thomas Vahrenholt | LTU Evaldas Petrauskas D 2-6 | ARM Hrayr Matevosyan D WO | 6º         |

## Canoagem
| Evento                  | Atleta              | Tomada de tempo | Tomada de tempo | 1ª rodada                                 | 2ª rodada (repescagem)               | Oitavas-de-final                        | Quartas-de-final                           | Semi-finais                      | Final                       | Pos. final       |
| Evento                  | Atleta              | Resultado       | Pos.            | Oponente Resultado                        | Oponente Resultado                   | Oponente Resultado                      | Oponente Resultado                         | Oponente Resultado               | Oponente Resultado          | Pos. final       |
| ----------------------- | ------------------- | --------------- | --------------- | ----------------------------------------- | ------------------------------------ | --------------------------------------- | ------------------------------------------ | -------------------------------- | --------------------------- | ---------------- |
| Velocidade C1 masculino | Dennis Söter        | 2:47.52         | 14º             | KAZ Timofey Yemelyanov D 2:53.93 (bat. 2) | CRO Matija Buriša D 2:42.83 (rep. 2) | Não avançou                             | Não avançou                                | Não avançou                      | Não avançou                 | --               |
| Slalom C1 masculino     | Dennis Söter        | 1:39.39         | 2º              | ANG José Chimbumba V 1:43.02 (bat. 2)     |                                      | ARM Edgar Babayan V 1:39.44 (bat. 2)    | POL Patryk Sokół V 1:40.23 (bat. 2)        | CAN Hayden Daniels V 1:42.93     | CHN Wang Xiaodong D 1:41.20 | Medalha de prata |
| Velocidade K1 feminino  | Nathalie Grewelding | Não largou      | --              | Não avançou                               | Não avançou                          | Não avançou                             | Não avançou                                | Não avançou                      | Não avançou                 | --               |
| Slalom K1 feminino      | Nathalie Grewelding | 1:42.66         | 6º              | HUN Ramóna Farkasdi V 1:41.60 (bat. 5)    |                                      | TUN Ben Ismail Afef V 1:44.47 (bat. 6)  | AUT Viktoria Wolffhardt D 1:43.94 (bat. 3) | Não avançou                      | Não avançou                 | 6º               |
| Velocidade K1 masculino | Tom Liebscher       | 1:32.80         | 4º              | GBR Andrew Martin V 1:30.66 (bat. 3)      |                                      | FRA Guillaume Bernis V 1:30.48 (bat. 2) | FRA Renier Mora Jimenez V 1:30.09 (bat. 2) | BLR Andrei Tsarykovich V 1:31.83 | HUN Sándor Tótka D 1:29.05  | Medalha de prata |
| Slalom K1 masculino     | Tom Liebscher       | 1:53.21         | 19º             | CZE Jiří Prskavec D 1:40.32 (bat. 3)      | LBR Wion Welh V 1:39.82 (rep. 1)     | GBR Andrew Martin D 1:42.72 (bat. 6)    | Não avançou                                | Não avançou                      | Não avançou                 | --               |

## Desportos aquáticos

### Natação

#### Feminino
| Evento                   | Atleta                                                  | Qualificação | Qualificação | Semifinais | Semifinais   | Final       | Final             |
| Evento                   | Atleta                                                  | Resultado    | Posição      | Resultado  | Posição      | Resultado   | Posição           |
| ------------------------ | ------------------------------------------------------- | ------------ | ------------ | ---------- | ------------ | ----------- | ----------------- |
| 100 m costas feminino    | Dörte Baumert                                           | 1:04.58      | 10º (5º q5)  | 1:04.36    | 10º (5º sf1) | Não avançou | Não avançou       |
| 200 m costas feminino    | Dörte Baumert                                           | 2:16.43      | 6º (3º q4)   |            |              | 2:16.15     | 6º                |
| 100 m livre feminino     | Juliane Reinhold                                        | 57.71        | 9º (3º q6)   | 57.64      | 10º (5º sf2) | Não avançou | Não avançou       |
| 200 m livre feminino     | Juliane Reinhold                                        | 2:04.09      | 8º (3º q6)   |            |              | 2:02.83     | 5º                |
| 50 m borboleta feminino  | Lena Kalla                                              | 28.75        | 15º (5º q3)  | 28.31      | 11º (6º sf2) | Não avançou | Não avançou       |
| 100 m borboleta feminino | Lena Kalla                                              | 1:01.71      | 10º (5º q5)  | 1:01.94    | 13º (7º sf2) | Não avançou | Não avançou       |
| 200 m borboleta feminino | Lena Kalla                                              | 2:15.39      | 7º (1º q2)   |            |              | 2:14.11     | 6º                |
| 50 m livre feminino      | Lina Rathsack                                           | 27.07        | 16º (6º q8)  | 26.76      | 14º (8º sf1) | Não avançou | Não avançou       |
| 50 m peito feminino      | Lina Rathsack                                           | 32.99        | 6º (3º q3)   | 32.73      | 5º (3º sf1)  | 32.79       | 5º                |
| 100 m peito feminino     | Lina Rathsack                                           | 1:13.08      | 11º (5º q4)  | 1:12.03    | 9º (5º sf2)  | Não avançou | Não avançou       |
| 200 m peito feminino     | Lina Rathsack                                           | 2:37.75      | 12º (5º q2)  |            |              | Não avançou | Não avançou       |
| 4x100 m livre feminino   | Juliane Reinhold Lena Kalla Dörte Baumert Lina Rathsack | 3:54.31      | 2º (1º q1)   |            |              | 3:49.02     | Medalha de prata  |
| 4x100 m medley feminino  | Juliane Reinhold Lena Kalla Dörte Baumert Lina Rathsack | 4:13.38      | 2º (2º q1)   |            |              | 4:11.76     | Medalha de bronze |

#### Masculino
| Evento                    | Atleta                                                             | Qualificação | Qualificação | Semifinais  | Semifinais   | Final         | Final             |
| Evento                    | Atleta                                                             | Resultado    | Posição      | Resultado   | Posição      | Resultado     | Posição           |
| ------------------------- | ------------------------------------------------------------------ | ------------ | ------------ | ----------- | ------------ | ------------- | ----------------- |
| 100 m costas masculino    | Christian Diener                                                   | 58.92        | 18º (6º q3)  | Não avançou | Não avançou  | Não avançou   | Não avançou       |
| 200 m costas masculino    | Christian Diener                                                   | 2:05.44      | 9º (4º q2)   |             |              | Não avançou   | Não avançou       |
| 100 m peito masculino     | Christian vom Lehn                                                 | 1:05.41      | 16º (5º q3)  | 1:05.23     | 15º (8º sf2) | Não avançou   | Não avançou       |
| 200 m peito masculino     | Christian vom Lehn                                                 | 2:17.65      | 4º (2º q3)   |             |              | 2:16.03       | 4º                |
| 50 m livre masculino      | Kevin Leithold                                                     | 23.67        | 11º (4º q7)  | 23.35       | 8º (4º sf2)  | 23.42         | 7º                |
| 100 m livre masculino     | Kevin Leithold                                                     | 51.01        | 3º (1º q5)   | 50.65       | 5º (2º sf2)  | 50.93         | 7º                |
| 200 m livre masculino     | Kevin Leithold                                                     | 1:55.46      | 23º (8º q4)  |             |              | Não avançou   | Não avançou       |
| 50 m borboleta masculino  | Kevin Leithold                                                     | 25.24        | 6º (2º q2)   | 24.92       | 4º (3º sf1)  | 26.37         | 8º                |
| 100 m borboleta masculino | Melvin Herrmann                                                    | 55.65        | 16º (6º q3)  | 55.19       | 15º (7º sf1) | Não avançou   | Não avançou       |
| 200 m borboleta masculino | Melvin Herrmann                                                    | 2:06.83      | 16º (5º q1)  |             |              | Não avançou   | Não avançou       |
| 4x100 m livre masculino   | Christian Diener Melvin Herrmann Christian vom Lehn Kevin Leithold | 3:30.35      | 9º (4º q2)   |             |              | Não avançaram | Não avançaram     |
| 4x100 m medley masculino  | Christian Diener Melvin Herrmann Christian vom Lehn Kevin Leithold | 3:45.70      | 2º (2º q2)   |             |              | 3:44.22       | Medalha de bronze |

#### Misto
| Evento               | Atletas                                                       | Qualificação | Qualificação | Semifinais | Semifinais | Final            | Final   |
| Evento               | Atletas                                                       | Resultado    | Posição      | Resultado  | Posição    | Resultado        | Posição |
| -------------------- | ------------------------------------------------------------- | ------------ | ------------ | ---------- | ---------- | ---------------- | ------- |
| 4x100 m livre misto  | Melvin Herrmann Juliane Reinhold Kevin Leithold Lina Rathsack | 3:38.69      | 4º (2º q3)   |            |            | 3:36.06          | 5º      |
| 4x100 m medley misto | Lena Kalla Christian Diener Kevin Leithold Lina Rathsack      | 4:02.56      | 5º (2º q3)   |            |            | Desclassificados | --      |

### Saltos ornamentais
| Evento                               | Atleta     | Elims. | Elims. | Final  | Final      |
| Evento                               | Atleta     | Pontos | Pos.   | Pontos | Pos. final |
| ------------------------------------ | ---------- | ------ | ------ | ------ | ---------- |
| Trampolim 3 m individual feminino    | Kieu Duong | 341.70 | 11º    | 387.70 | 7º         |
| Plataforma 10 m individual feminino  | Kieu Duong | 347.65 | 10º    | 388.95 | 5º         |
| Trampolim 3 m individual masculino   | Tim Pyritz | 476.45 | 9º     | 524.45 | 6º         |
| Plataforma 10 m individual masculino | Tim Pyritz | 467.50 | 4º     | 498.30 | 4º         |

## Esgrima
| Evento                      | Atleta           | Qualificação | Qualificação | Oitavas-de-final              | Quartas-de-final         | Semifinais                | Final                        | Pos. final        |
| Evento                      | Atleta           | Oponente Resultado | Pos.         | Oponente Resultado            | Oponente Resultado       | Oponente Resultado        | Oponente Resultado           | Pos. final        |
| --------------------------- | ---------------- | --- | ------------ | ----------------------------- | ------------------------ | ------------------------- | ---------------------------- | ----------------- |
| Sabre individual feminino   | Anja Musch       | USA Celina Merza D 2-5 CHN Wan Yini D 3-5 COD Makwanya Nyabileke V 5-4 IRQ Ema Hilwiyah V 5-0 POL Angelika Wątor V 5-3 UKR Alina Komaschuk V 5-0     | 4º           | COD Makwanya Nyabileke V 15-2 | CHN Wan Yini V 15-6      | USA Celina Merza D 10-15  | UKR Alina Komaschuk V 15-13* | Medalha de bronze |
| Espada individual masculino | Nikolaus Bodoczi | CRC Julian Godoy V 5-0 CAN Alexandre Lyssov D 4-5 SIN Lim Wei Hao V 5-0 ROM Lucian Ciovica D 0-5 CZE Ondřej Novotný V 5-1 KOR Na Byeong-Hun V 5-2    | 2º           | Sem oponente                  | POL Tomasz Kruk V 15-10  | KOR Na Byeong-Hun V 15-4  | ITA Marco Fichera D 14-15    | Medalha de prata  |
| Sabre individual masculino  | Richard Hübers   | FRA Arthur Zatko D 4-5 ROM Dragos Sirbu V 5-4 BLR Mikhail Akula V 5-2 HKG Jackson Wang V 5-1 EGY Ziad Elsissy V 5-1 NIG Djibrilla Issaka Kondo V 5-0 | 1º           | Sem oponente                  | ROM Dragos Sirbu V 15-10 | KOR Song Jong-Hun D 11-15 | BLR Mikhail Akula V 15-13*   | Medalha de bronze |

| Evento         | Atleta                                                                              | Oitavas-de-final   | Quartas-de-final              | Semifinais                    | Final                    | Pos. final       |
| Evento         | Atleta                                                                              | Oponente Resultado | Oponente Resultado            | Oponente Resultado            | Oponente Resultado       | Pos. final       |
| -------------- | ----------------------------------------------------------------------------------- | ------------------ | ----------------------------- | ----------------------------- | ------------------------ | ---------------- |
| Equipes mistas | Anja Musch, Nikolaus Bodoczi e Richard Hübers (como integrantes da equipe Europa 2) | Sem oponente       | Equipe Ásia-Oceania 2 V 30-21 | Equipe Ásia-Oceania 1 V 30-27 | Equipe Europa 1 D' 24-30 | Medalha de prata |

* Disputa pelo bronze

## Ginástica

### Ginástica artística
| Atleta          | Evento                       | Qualificação | Qualificação | Final por aparelhos | Final por aparelhos | Final individual geral | Final individual geral | Final individual geral | Final individual geral | Final individual geral | Final individual geral | Final individual geral | Final individual geral | Final individual geral | Final individual geral |
| Atleta          | Evento                       | Result.      | Pos.         | Result.             | Pos.                | Barras assimétricas    | Trave                  | Solo                   | Salto                  | Cavalo com alças       | Argolas                | Barras paralelas       | Barra fixa             | Total                  | Pos.                   |
| --------------- | ---------------------------- | ------------ | ------------ | ------------------- | ------------------- | ---------------------- | ---------------------- | ---------------------- | ---------------------- | ---------------------- | ---------------------- | ---------------------- | ---------------------- | ---------------------- | ---------------------- |
| Daniel Weinert  | Solo masculino               | 13.850       | 11º          | Não avançou         | Não avançou         |                        |                        |                        |                        |                        |                        |                        |                        |                        |                        |
| Daniel Weinert  | Cavalo com alças masculino   | 13.050       | 20º          | Não avançou         | Não avançou         |                        |                        |                        |                        |                        |                        |                        |                        |                        |                        |
| Daniel Weinert  | Argolas masculino            | 13.100       | 28º          | Não avançou         | Não avançou         |                        |                        |                        |                        |                        |                        |                        |                        |                        |                        |
| Daniel Weinert  | Salto masculino              | 14.650       | 36º          | Não avançou         | Não avançou         |                        |                        |                        |                        |                        |                        |                        |                        |                        |                        |
| Daniel Weinert  | Barras paralelas masculino   | 13.650       | 11º          | Não avançou         | Não avançou         |                        |                        |                        |                        |                        |                        |                        |                        |                        |                        |
| Daniel Weinert  | Barra fixa masculino         | 13.300       | 16º          | Não avançou         | Não avançou         |                        |                        |                        |                        |                        |                        |                        |                        |                        |                        |
| Daniel Weinert  | Individual geral masculino   | 81.600       | 15º          |                     |                     |                        |                        | 13.800                 | 14.700                 | 13.250                 | 13.450                 | 13.450                 | 13.350                 | 82.000                 | 9º                     |
| Desiree Baumert | Salto feminino               | 13.250       | 21º          | Não avançou         | Não avançou         |                        |                        |                        |                        |                        |                        |                        |                        |                        |                        |
| Desiree Baumert | Barras assimétricas feminino | 12.500       | 15º          | Não avançou         | Não avançou         |                        |                        |                        |                        |                        |                        |                        |                        |                        |                        |
| Desiree Baumert | Trave feminino               | 11.450       | 35º          | Não avançou         | Não avançou         |                        |                        |                        |                        |                        |                        |                        |                        |                        |                        |
| Desiree Baumert | Solo feminino                | 12.400       | 21º          | Não avançou         | Não avançou         |                        |                        |                        |                        |                        |                        |                        |                        |                        |                        |
| Desiree Baumert | Individual geral feminino    | 49.600       | 23º          |                     |                     | Não avançou            | Não avançou            | Não avançou            | Não avançou            |                        |                        |                        |                        | Não avançou            | Não avançou            |

### Ginástica rítmica
| Evento           | Atleta                   | Qualificação | Qualificação | Qualificação | Qualificação | Qualificação | Qualificação | Final  | Final  | Final  | Final  | Final  | Final             |
| Evento           | Atleta                   | Corda        | Arco         | Maças        | Fita         | Total        | Pos.         | Corda  | Arco   | Maças  | Fita   | Total  | Pos. final        |
| ---------------- | ------------------------ | ------------ | ------------ | ------------ | ------------ | ------------ | ------------ | ------ | ------ | ------ | ------ | ------ | ----------------- |
| Individual geral | Jana Berezko-Marggrander | 23.950       | 24.700       | 24.650       | 24.525       | 97.825       | 3º           | 24.350 | 24.200 | 25.225 | 25.100 | 98.875 | Medalha de bronze |

### Ginástica de trampolim
| Evento    | Atleta       | Qualificação | Qualificação | Final       | Final       |
| Evento    | Atleta       | Result.      | Pos.         | Result.     | Pos.        |
| --------- | ------------ | ------------ | ------------ | ----------- | ----------- |
| Feminino  | Leonie Adam  | 37.200       | 12º          | Não avançou | Não avançou |
| Masculino | Oliver Amann | 65.800       | 4º           | 38.500      | 5º          |

## Halterofilismo
| Evento              | Atleta      | Peso corporal (kg) | Arranque (kg) | Arranque (kg) | Arranque (kg) | Arranque (kg) | Arremesso (kg) | Arremesso (kg) | Arremesso (kg) | Arremesso (kg) | Total (kg) | Pos. final |
| Evento              | Atleta      | Peso corporal (kg) | 1             | 2             | 3             | Res.          | 1              | 2              | 3              | Res.           | Total (kg) | Pos. final |
| ------------------- | ----------- | ------------------ | ------------- | ------------- | ------------- | ------------- | -------------- | -------------- | -------------- | -------------- | ---------- | ---------- |
| Até 69 kg masculino | Nico Müller | 68,77              | 118           | 122           | 125           | 125           | 148            | 150            | 150            | —              | —          | 11º        |

## Judô
| Evento               | Atleta        | 1ª rodada    | 2ª rodada                     | Semifinais                    | Disputa pelo bronze A                      | Final                      | Pos. final       |
| -------------------- | ------------- | ------------ | ----------------------------- | ----------------------------- | ------------------------------------------ | -------------------------- | ---------------- |
| Até 100 kg masculino | Marius Piepke | Sem oponente | MEX Fernando Vanoye V 001-000 | BEL Toma Nikiforov D 000-101  | SRB Mateja Glušac V 000 (ponto de ouro-000 |                            | [ 36 ]           |
| Até 78 kg feminino   | Natalia Kubin | Sem oponente | BAR Kadijah Maxwell V 100-000 | UKR Kseniya Darchuk V 101-000 |                                            | BEL Lola Mansour D 000-001 | Medalha de prata |

| Evento         | Atleta                                             | 1ª rodada                  | 2ª rodada                 | Semifinais              | Final                  | Pos. final       |
| -------------- | -------------------------------------------------- | -------------------------- | ------------------------- | ----------------------- | ---------------------- | ---------------- |
| Equipes mistas | Marius Piepke (como integrante da equipe Belgrado) | Sem oponente               | ZZX Equipe Osaka V 4-4    | ZZX Equipe Tóquio V 5-3 | ZZX Equipe Essen D 1-6 | Medalha de prata |
| Equipes mistas | Natalia Kubin (como integrante da equipe Osaka)    | ZZX Equipe Barcelona V 5-3 | ZZX Equipe Belgrado D 4-4 | Não avançou             | Não avançou            | 5º               |

## Lutas
| Evento                   | Atleta        | Preliminares              | Preliminares           | Preliminares             | Preliminares | Disputa pelo bronze  | Pos. final |
| Evento                   | Atleta        | 1ª rodada                 | 2ª rodada              | 3ª rodada                | Pos.         | Oponente Resultado   | Pos. final |
| Evento                   | Atleta        | Oponente Resultado        | Oponente Resultado     | Oponente Resultado       | Pos.         | Oponente Resultado   | Pos. final |
| ------------------------ | ------------- | ------------------------- | ---------------------- | ------------------------ | ------------ | -------------------- | ---------- |
| Livre até 46 kg feminino | Laura Mertens | AUS Carissa Holland V 3-0 | MDA Iulia Leorda D 0-3 | TUN Ikram Gannouni V 3-1 | 2º           | FIN Petra Olli D 1-3 | 4º         |

## Pentatlo moderno
| Evento               | Atleta                                | Esgrima (Espada 1 toque) | Esgrima (Espada 1 toque) | Esgrima (Espada 1 toque) | Natação (200 m livre) | Natação (200 m livre) | Natação (200 m livre) | Corrida e tiro (3000 m, pistola a laser) | Corrida e tiro (3000 m, pistola a laser) | Corrida e tiro (3000 m, pistola a laser) | Pontuação total | Pos. final |
| Evento               | Atleta                                | Result.                  | Pos.                     | Pontos                   | Tempo                 | Pos.                  | Pontos                | Tempo                                    | Pos.                                     | Pontos                                   | Pontuação total | Pos. final |
| -------------------- | ------------------------------------- | ------------------------ | ------------------------ | ------------------------ | --------------------- | --------------------- | --------------------- | ---------------------------------------- | ---------------------------------------- | ---------------------------------------- | --------------- | ---------- |
| Individual masculino | Erik Krüger                           | 8                        | 20º                      | 668                      | 2:13.80               | 17º                   | 1196                  | 11:15.01                                 | 7º                                       | 2300                                     | 4164            | 15º        |
| Individual feminino  | Franziska Hanko                       | 9                        | 14º                      | 720                      | 2:30.85               | 22º                   | 992                   | 13:18.50                                 | 12º                                      | 1808                                     | 3520            | 17º        |
| Equipes mistas       | Erik Krüger e MEX Tamara Vega         | 49                       | 8º                       | 850                      | 2:07.95               | 17º                   | 1268                  | 15:23.66                                 | 4º                                       | 2388                                     | 4506            | 5º         |
| Equipes mistas       | Franziska Hanko e POL Karol Dziudziek | 44                       | 15º                      | 800                      | 2:09.59               | 20º                   | 1248                  | 15:41.42                                 | 8º                                       | 2316                                     | 4364            | 11º        |

## Remo
| Evento                  | Atleta         | Elim.   | Elim.       | Repescagem | Repescagem | Semifinais | Semifinais   | Final   | Final            |
| Evento                  | Atleta         | Tempo   | Pos.        | Tempo      | Pos.       | Tempo      | Pos.         | Tempo   | Pos.             |
| ----------------------- | -------------- | ------- | ----------- | ---------- | ---------- | ---------- | ------------ | ------- | ---------------- |
| Skiff simples masculino | Felix Bach     | 3:22.25 | 1º (bat. 1) |            |            | 3:23.15    | 1º (sf A/B1) | 3:16.23 | Medalha de prata |
| Skiff simples feminino  | Judith Sievers | 3:45.41 | 1º (bat. 3) |            |            | 3:56.28    | 1º (sf A/B1) | 3:44.21 | Medalha de ouro  |

## Taekwondo
| Evento                  | Atleta           | 1ª rodada                      | Quartas-de-final                | Semifinais                    | Final                   | Pos. final       |
| ----------------------- | ---------------- | ------------------------------ | ------------------------------- | ----------------------------- | ----------------------- | ---------------- |
| Até 63 kg feminino      | Antonia Katheder | Sem oponente                   | TLS Miloria Santos V RSC 2 1:12 | FRA Samantha Silvestri V 12-1 | KOR Jeon Soo-Yeon D 1-4 | Medalha de prata |
| Mais de 73 kg masculino | Ibrahim Ahmadsei |                                | ARG Aliaksandr Shmakau V 6-5    | CAN Stefan Bozalo V 4-3       | CHN Liu Chang D 4-5     | Medalha de prata |
| Até 48 kg masculino     | Semih Gökmen     |                                | USA Gregory English D 1-4       | Não avançou                   | Não avançou             | 7º               |
| Até 73 kg masculino     | Tahir Gülec      | MON Christopher Deleage V 12-2 | UKR Maksym Dominishyn D 8-12    | Não avançou                   | Não avançou             | 6º               |

## Tênis
| Evento            | Atleta             | 1ª rodada                                  | Torneio de consolação                       | Torneio de consolação                    | Torneio de consolação               | Torneio de consolação               | Pos. final |
| Evento            | Atleta             | 1ª rodada                                  | 1ª rodada                                   | Quartas-de-final                         | Semifinais                          | Final                               | Pos. final |
| Evento            | Atleta             | Oponente Resultado                         | Oponente Resultado                          | Oponente Resultado                       | Oponente Resultado                  | Oponente Resultado                  | Pos. final |
| ----------------- | ------------------ | ------------------------------------------ | ------------------------------------------- | ---------------------------------------- | ----------------------------------- | ----------------------------------- | ---------- |
| Simples feminino  | Anna-Lena Friedsam | UKR Elina Svitolina D 1-2 (2-6, 6-4 e 1-6) | SRB Doroteja Erić V WO                      | VEN Andrea Gamiz V 2-1 (6-2, 5-7 e 10-7) | JPN Emi Mutaguchi V 2-0 (6-0 e 6-3) | JPN Sachie Ishizu D 0-2 (2-6 e 5-7) | --         |
| Simples masculino | Kevin Krawietz     | IND Yuki Bhambri D 0-2 (3-6 e 0-6)         | CHN Wang Chuhan V 1-0 (7-5, Wang abandonou) | ECU Diego Acosta D 1-2 (5-7, 6-2 e 7-10) | Não avançou                         | Não avançou                         | --         |
| Simples masculino | Peter Heller       | BRA Tiago Fernandes D 1-2 (1-6, 7-5 e 4-6) | BAR Darian King D 1-2 (6-4, 6-7 e 7-10)     | Não avançou                              | Não avançou                         | Não avançou                         | --         |

| Evento            | Atleta                                 | 1ª rodada                                                   | Quartas-de-final   | Semifinais         | Final              | Pos. final |
| Evento            | Atleta                                 | Oponente Resultado                                          | Oponente Resultado | Oponente Resultado | Oponente Resultado | Pos. final |
| ----------------- | -------------------------------------- | ----------------------------------------------------------- | ------------------ | ------------------ | ------------------ | ---------- |
| Duplas femininas  | Anna-Lena Friedsam e SRB Doroteja Erić | CHN Tang Haochen/ CHN Zheng Saisai D 1-2 (5-7, 6-2 e 11-13) | Não avançaram      | Não avançaram      | Não avançaram      | --         |
| Duplas masculinas | Kevin Krawietz e Peter Heller          | BRA Tiago Fernandes/ ARG Renzo Olivo D 0-2 (3-6 e 5-7)      | Não avançaram      | Não avançaram      | Não avançaram      | --         |

## Tênis de mesa
| Evento            | Atleta         | Preliminares                            | Preliminares | Preliminares                            | 2ª fase consolação                      | 2ª fase consolação | 2ª fase consolação                      | Pos. final                              |
| Evento            | Atleta         | Grupo                                   | Confrontos | Pos.                                    | Grupo                                   | Confrontos | Pos.                                    | Pos. final                              |
| ----------------- | -------------- | --------------------------------------- | --- | --------------------------------------- | --------------------------------------- | --- | --------------------------------------- | --------------------------------------- |
| Simples masculino | Florian Wagner | A                                       | ESA Luis Mejía D 2-3 (9-11, 4-11, 11-3, 11-8, 7-11) JPN Koki Niwa D 0-3 (7-11, 5-11, 7-11) POL Konrad Kulpa D 0-3 (5-11, 7-11, 0-11) | 4º                                      | FF                                      | THA Tanapol Santiwattanatarm D WO MRI Warren Li Kam Wa V 3-1 (11-8, 9-11, 13-11, 11-7) NZL Kevin Wu V 3-1 (11-7, 11-4, 6-11, 11-9) | 2º                                      | --                                      |
| Simples feminio   | Petrissa Solja | Abandonou antes do início da competição | Abandonou antes do início da competição                                                                                              | Abandonou antes do início da competição | Abandonou antes do início da competição | Abandonou antes do início da competição                                                                                            | Abandonou antes do início da competição | Abandonou antes do início da competição |

## Tiro
| Evento                        | Atleta               | Qualificação | Qualificação | Qualificação | Qualificação | Qualificação | Qualificação | Qualificação | Qualificação | Final | Final | Final | Final | Final | Final | Final | Final | Final | Final | Final       | Final | Final      |
| Evento                        | Atleta               | 1            | 2            | 3            | 4            | 5            | 6            | Total        | Pos.         | 1     | 2     | 3     | 4     | 5     | 6     | 7     | 8     | 9     | 10    | Total final | Total | Pos. final |
| ----------------------------- | -------------------- | ------------ | ------------ | ------------ | ------------ | ------------ | ------------ | ------------ | ------------ | ----- | ----- | ----- | ----- | ----- | ----- | ----- | ----- | ----- | ----- | ----------- | ----- | ---------- |
| Carabina de ar 10 m masculino | Alexander Thomas     | 96           | 98           | 100          | 99           | 97           | 98           | 588          | 6º           | 10.2  | 10.0  | 10.3  | 9.2   | 10.2  | 10.3  | 10.4  | 10.5  | 10.6  | 10.6  | 102.3       | 690.3 | 5º         |
| Pistola de ar 10 m masculino  | Philipp Käfer        | 92           | 94           | 97           | 95           | 96           | 96           | 570          | 8º           | 10.1  | 9.9   | 10.6  | 9.7   | 10.5  | 9.1   | 9.9   | 10.1  | 9.6   | 10.6  | 100.1       | 670.1 | 5º         |
| Carabina de ar 10 m feminino  | Yvonne Schlotterbeck | 100          | 100          | 100          | 99           |              |              | 399          | 1º           | 8.1   | 10.1  | 9.1   | 9.7   | 9.9   | 10.5  | 10.6  | 9.5   | 10.7  | 10.6  | 98.8        | 497.8 | 4º         |

## Tiro com arco
| Evento              | Atleta                            | Qualificatória | Qualificatória | 1ª rodada                                  | Oitavas-de-final       | Quartas-de-final         | Semifinais         | Final              | Pos. final |
| Evento              | Atleta                            | Resultado      | Pos.           | Oponente Resultado                         | Oponente Resultado     | Oponente Resultado       | Oponente Resultado | Oponente Resultado | Pos. final |
| ------------------- | --------------------------------- | -------------- | -------------- | ------------------------------------------ | ---------------------- | ------------------------ | ------------------ | ------------------ | ---------- |
| Individual feminino | Isabel Viehmeier                  | 604            | 11º            | IRI Yasaman Shirian V 6-2                  | USA Miranda Leek V 6-2 | RUS Tatiana Segina D 0-6 | Não avançou        | Não avançou        | 7º         |
| Equipes mistas      | Isabel Viehmeier e CAN Timon Park |                |                | AUS Alice Ingley/ JPN Tsukushi Koiwa D 3-7 | Não avançaram          | Não avançaram            | Não avançaram      | Não avançaram      | --         |

## Triatlo
| Evento               | Triatleta                                                   | Natação | Transição 1 | Ciclismo | Transição 2 | Corrida | Tempo total | Pos. |
| -------------------- | ----------------------------------------------------------- | ------- | ----------- | -------- | ----------- | ------- | ----------- | ---- |
| Individual feminino  | Marlene Gomez Islinger                                      | 9:40    | 0:34        | 32:02    | 0:28        | 19:43   | 1:02:27.79  | 7º   |
| Individual masculino | Tobias Klesen                                               | 9:14    | 0:31        | 29:28    | 0:25        | 17:36   | 57:14.23    | 14º  |
| Revezamento misto    | Marlene Gomez Islinger (como integrante da equipe Europa 2) |         |             |          |             |         | 1:22:11.38  | 4º   |
| Revezamento misto    | Tobias Klesen (como integrante da equipe Europa 3)          |         |             |          |             |         | 1:22:49.66  | 6º   |

## Vela
| Evento             | Atleta          | Regata | Regata | Regata | Regata | Regata | Regata | Regata | Regata | Regata | Regata | Regata | Regata | Total | Posição           |
| Evento             | Atleta          | 1      | 2      | 3      | 4      | 5      | 6      | 7      | 8      | 9      | 10     | 11     | M      | Total | Posição           |
| ------------------ | --------------- | ------ | ------ | ------ | ------ | ------ | ------ | ------ | ------ | ------ | ------ | ------ | ------ | ----- | ----------------- |
| Byte CII feminino  | Constanze Stolz | 1      | 2      | 2      | 18     | 5      | 11     | 2      | 7      | 4      | 12     | 2      | 21     | 57    | Medalha de bronze |
| Byte CII masculino | Florian Haufe   | DSQ    | 6      | 7      | 9      | 4      | 1      | 7      | 9      | 3      | 7      | 10     | 7      | 60    | Medalha de prata  |

Notas:
- M – Regata da Medalha
- OCS – On the Course Side of the starting line
- DSQ – Disqualified (Desclassificado)
- DNF – Did Not Finish (Não completou)
- DNS – Did Not Start (Não largou)
- BFD – Black Flag Disqualification (Desclassificado por bandeira preta)
- RAF – Retired after Finishing (Retirou-se após completar a prova)